# 伍市镇
伍市镇，中华人民共和国湖南省岳阳市平江县下属的一个镇，位于平江县西部。京珠高速、302省道平（江）汨（罗）公路过境。
经过县境。

## 建制沿革
- 1956年，置栗山乡；
- 1958年，属灯塔公社；
- 1959年，析置栗山公社；
- 1984年，改置栗山乡；
- 1995年，三和乡、时丰乡并入，改置伍市镇；
- 2003年，长坡园艺场、时丰茶场并入。

## 行政区划
伍市镇下辖1个居委会与46个行政村：
- 伍市居委会
- 枫树段村、大源洞村、岱青村、茅草坪村、七星村、邹家园村、跃进村、东山寺村、栗山村、界牌村、礼门村、四知村、湖源村、湖胜村、塘沙村、石桥村、伍市村、合利村、东阳村、桥墩村、盘塘村、安乐村、石坑村、中家桥村、童家段村、莲花村、长明村、武岗村、武莲村、大滩村、白扬村、青冲村、青林村、青源村、秀水村、仕洞村、马头村、公合村、普庆村、普祝村、普义村、农科所村、新合村、时丰村、普坪村、茶鑫村
- 君山管区、新联管区、园艺示范中心